# Barberà de la Conca
Pour les articles homonymes, voir Barberà.
Barberà de la Conca est une commune espagnole, en Catalogne dans la comarque de Conca de Barberà dans la province de Tarragone.